# مارك هيمبل
مارك هيمبل (بالإنجليزية: Marc Hempel)‏ هو رسام كارتون وفنان أمريكي، ولد في 25 مايو 1957 في شيكاغو في الولايات المتحدة.